# Casalvolone
Casalvolone (piemontesisch Casavlón, lombardisch Casalvlun) ist eine Gemeinde mit 862 Einwohnern (Stand 31. Dezember 2023) in der italienischen Provinz Novara (NO), Region Piemont.
Die Nachbargemeinden sind Borgo Vercelli, Casalbeltrame, Casalino, San Nazzaro Sesia und Villata.
Das Gemeindegebiet umfasst eine Fläche von 17 km².